# Hemipenthes extensa
Hemipenthes extensa är en tvåvingeart som först beskrevs av Wulp 1888.  Hemipenthes extensa ingår i släktet Hemipenthes och familjen svävflugor. Inga underarter finns listade i Catalogue of Life.